# Свен Річард Берг
Свен Річард Берг (швед. Sven Richard Bergh; 28 грудня 1858, Стокгольм — 29 січня 1919, Стокгольм) — шведський художник-пейзажист і портретист.

## Біографія
Свен Річард Берг народився 28 грудня 1858 року в Стокгольмі в сім'ї художника-пейзажиста Едуарда Берга і його дружини Аманди Хеландер. Юнак вирішив стати художником як і його батько. Спочатку він навчався в художній школі в Едварда Персеуса. З 1878 по 1881 рік був студентом Королівської Академії мистецтв у Стокгольмі. В Академії Річард подружився з однокурсниками Нільсом Крюгером і Карлом Нордстремом, їхня дружба продовжилася на довгі роки. Ранні роботи художника були жанровими картинами зі шведської історії та міфології, виконаними в академічному стилі.
У Франції Берг захопився психологією, що знайшло відображення і в його творчості. У 1884 році художник написав картину «Сеанс гіпнозу», яка також була представлена в Салоні в 1887 році.
У 1904 році Річард з сім'єю переїхав у Сторенген, де мешкав до кінця життя. Він замовив архітекторові Альбіну Брагу оформити свою віллу в стилі романтичного націоналізму, неодмінною умовою була наявність просторої студії. Берг мав чимало учнів, серед яких шведський художник-ілюстратор Івар Аросеніус.
Як мистецтвознавець, Берг опублікував багато статей по мистецтву і живопису, писав про символізм і творчість своїх колег, серед яких відомі стаття «Що була наша боротьба» (1905) і есе «Про мистецтво і другом» (1908). У 1890-х роках Берг у своїй майстерні в Стокгольмі створив приватну Школу мистецтв, а з 1915 року художник став спочатку куратором, а потім директором Шведського національного музею.
Помер Річард Берг на початку нового 1919 року у віці 60 років. Картини художника знаходяться в Національному музеї, художніх музеях Гетеборгу і Мальме, у Портретній колекції Боньєр і галереї «Тіль».

## Родина
У 1885 році Берг повернувся в Швецію. У цьому ж році Річард одружився з Хеленою Марією Клеммінг (Helena Maria Klemming), яка в 1886 році народила дочку Емі (1886—1972). Але щасливий шлюб продовжився лише чотири роки. Влітку 1889 року Марія померла від раку горла. У 1886 році Берг написав «Портрет дружини». У 1890 році Берг одружився вдруге. Його дружиною стала Герда Інгеборга Вінкранс (англ. Gerda Ingeborg Winkrans, 1864—1919). Від другого шлюбу в сім'ї Бергів народилися три дочки — Керстін, Елен (Ела) і Майя (1899—1993). Молодша дочка Майя, як і її чоловік Рейнгольд Оскар Крістіан Холтерманн, були художниками.

## Палітра художника
Художник найбільше був відомий як портретист. Він написав цілу серію портретів, на яких зображував свою другу дружину, відомих національних поетів, своїх колег-художників, представників художньої і наукової інтелігенції. Окрім цього, Берг писав і жанрові, історично-міфологічні сюжети та сучасні побутові замальовки. Наприклад, картина «Лицар і діва» була експонована в 1897 році на виставці в Стокгольмі.

## Твори
- Портрет художника Нільса Крюгера (1883)
- «Після сеансу» (1884)
- «Сеанс гіпнозу» (1884)
- «Портрет дружини» (1886)
- «Лицар і діва» (1897)
- Портрет письменника Августа Стріндберга (1905). Берг познайомився із Стріндбергом у 1889 році і незабаром вони стали добрими друзями. Історики знайшли вісімдесят один лист Стріндберга, написаний Бергу за час їхньої дружби, і двадцять шість листів Берга, написаних драматургові. Художник так говорив про свого друга: «Такої цікавої моделі, як Стріндберг, у мене ніколи не було. Я читав в його обличчі численні лінії долі, як у дивовижній книзі»[джерело?].
- «Літній вечір в Скандинавії» (1889—1900). Картина — зразок національного романтизму і почуття північного пейзажу, якими сповнена творчість Берга[джерело?]. Зображено принца Євгенія і співачку Каріну Пік на фоні озера Лідінге і панорами околиць курортного міста Хустегахольм.

## Досягнення. Відзнаки
- 1883 р. — художник отримав бронзову медаль за портрет художника Нільса Крюгера і дебютував з цим портретом у Паризькому Салоні.
- Іменем Берга названа одна з вулиць Стокгольма.